# Anommatium ashmeadi
Anommatium ashmeadi is een vliesvleugelig insect uit de familie van de Diapriidae. De wetenschappelijke naam van de soort is voor het eerst geldig gepubliceerd in 1904 door Mayr.